# 鏡は眠らない
『鏡は眠らない』（かがみはねむらない）は、NHK総合テレビジョン「水曜シリーズドラマ」で1997年10月22日から11月19日まで22時 - 22時45分に放送されたテレビドラマ

## 物語
天正遣欧少年使節がもたらした、南蛮の古い鏡に翻弄される男女の物語。

## 出演
林基子
演 - 三田佳子
古い鏡に魅入られ殺人を犯した義理の娘・民子の罪をかぶり服役。
大島恭一郎
演 - 仲代達矢
大島海運社長。基子の昔の恋人。
深堀民子
演 - 野波麻帆（少女時代：演 - 黒川芽以）
基子の義理の娘。古い鏡に幻惑されている。
原マルチノ
演 - 阿部寛
キリシタン弾圧から逃れる際、信者の少女に鏡を託す。
大島俊介
演 - 谷原章介
恭一郎の息子で大学生。民子の恋人。
その他
演 - 角野卓造、中尾彬

## スタッフ
- 作 - 市川森一[1]
- 音楽 - 一柳慧[1]
- 制作統括 - 西村与志木[1]
- 美術 - 稲葉寿一[1]
- 技術 - 市川隆男[1]
- 音響効果 - 若林宏[1]
- 演出 - 黛りんたろう[1]

## サブタイトル
1. 風呂屋の後妻
2. 変身
3. 罠
4. 追想
5. 約束の丘へ

## その他
- 2006年8月の再放送の際に、少女（深堀民子）による殺人シーンの描写がリアルすぎるとして第3話と第4話が修正されて放送された。

このことには、1997年当時と2006年との世相の違いが原因となっている。2006年再放送の際には未成年による放火や殺人などの凶悪犯罪が連続して起こっており、そのシーンが与える社会への悪影響が大きいと判断しての配慮である。